# Маргинална теорија
Маргинална теорија је идеја или скуп идеја који значајно одступају од преовлађујућег или прихваћеног мишљења. Она може да обухвата радове настале одговарајућим нивоом учености, али коју подржава само мањина стручњака, као и сумњиве радове. Примери маргиналних идеја су псеудонаука (идеје које се покушавају представити као научне теорије, али имају мало или нимало подршку науке), теорије завере, недоказане тврдње о алтернативној медицини, псеудоисторији и тако даље. Неке маргиналне теорије у ужем смислу могу бити хипотезе, претпоставке и спекулације.